# تولدی دیگر (فیلم)
تولدی دیگر (فیلم)، فیلمی به کارگردانی عباس رافعی و نویسندگی عباس رافعی، هادی مقدم دوست ساختهٔ سال ۱۳۸۶ است.
این فیلم که در بیست و ششمین جشنواره فیلم فجر به نمایش درآمد نخستین همکاری مشترک ایران و لبنان بود. سرمایه‌گذاری فیلم توسط شبکه الکوثر انجام شده و تهیه‌کننده آن نیز رافعی بوده است.

## بازیگران
- طلال جردی
- دارین حمزه
- علی طحان
- پل سلیمان
- فاطیما حمدان
- ادوارد هاشم
- مونا کریم